# Lunoplodovité

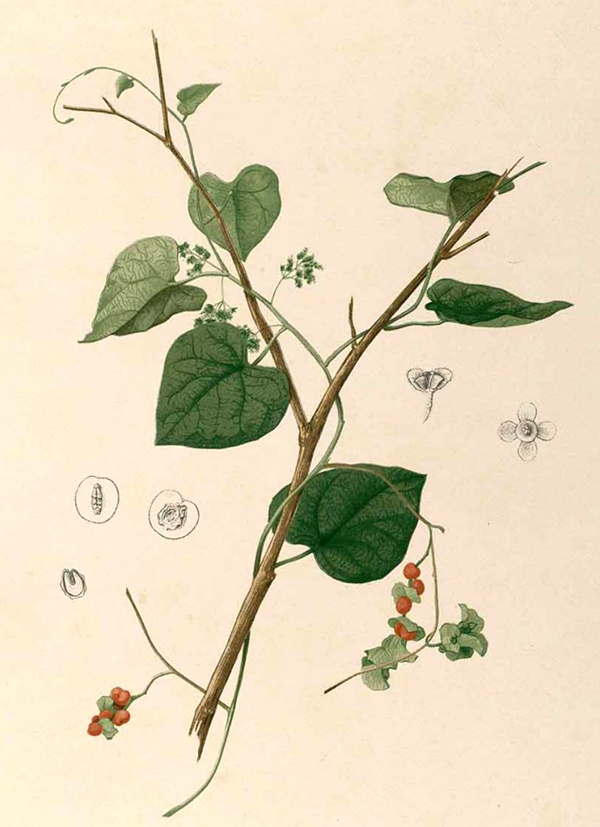
Kresba Cissampelos pareira z roku 1880

Lunoplodovité (Menispermaceae) je čeleď dvouděložných rostlin z řádu pryskyřníkotvaré (Ranunculales). Jsou to keře a liány s jednoduchými listy a nenápadnými květy. Vyskytují se v tropech celého světa a některé druhy zasahují i do mírného pásu. V Evropě čeleď není zastoupena. Většina druhů lunoplodovitých obsahuje účinné alkaloidy a mnohdy jsou silně jedovaté. Nacházejí využití v západní i domorodé medicíně, na výrobu jedu kurare a podobně. Některé druhy mají také jedlé plody.

## Popis
Lunoplodovité jsou dvoudomé šplhavé keře a liány bez úponků, řidčeji byliny nebo stromy. Častá je kauliflorie. Existují i sukulentní typy, u některých rodů (např. Stephania) je na bázi stonku vyvinuta dřevnatá hlíza. Mnohé druhy mají ztlustlé kořeny nebo kořenové hlízy. Pro liány je charakteristické nepravidelné utváření kruhů dřeva v kmeni. Listy jsou střídavé, bez palistů, jednoduché (jen vzácně trojčetné), někdy se štítnatou čepelí, na okraji nejčastěji celokrajné, pouze výjimečně zubaté, někdy hluboce 3 až 5laločné. Žilnatina je často charakteristicky dlanitá, případně zpeřená. Řapíky mají v dolní a často i v horní části charakteristickou ztlustlinu (pulvinus). Květy jsou malé, nenápadné, nejčastěji zelené, bílé nebo žluté, trojčetné, pravidelné nebo výjimečně (Cissampelos) dvoustranně souměrné, nejčastěji v úžlabních vrcholících připomínajících okolík, vzácně jednotlivé nebo v jiných typech květenství. U některých zástupců jsou květy uspořádány v hlávce podepřené masitým receptákulem. Květy jsou jednopohlavné, často jsou v nich patrné pozůstatky druhého pohlaví. Okvětí je rozlišené na kalich a korunu. Kalich je složen ze 3, 4 nebo 6 lístků v 1 nebo 2 kruzích, v samičích květech je někdy jejich počet redukován až na 1. Koruna je ze 3 nebo 6 volných nebo víceméně srostlých lístků v 1–2 kruzích, u některých zástupců chybí. Korunní lístky bývají menší než kališní a nezřídka jsou žlázovité a produkují nektar. Tyčinky v samčích květech nejčastěji v počtu 3 nebo 6 (řidčeji více, až 40), s volnými nebo srostlými nitkami. V samičích květech bývají někdy přítomná šídlovitá staminodia. Gyneceum je apokarpní, svrchní, složené nejčastěji ze 3 nebo 6 (1 až 30) pestíčků, u některých zástupců vyrůstá na krátkém gynoforu. Blizna je přisedlá nebo na krátké vrcholové čnělce. Každý pestík obsahuje 2 vajíčka, z nichž 1 v průběhu vývoje zaniká. Plodem je peckovice, respektive souplodí peckovic. Semena mají často polokruhovitý měsíčitý tvar (odtud jméno čeledi). Endosperm může být celistvý, skládaný (ruminate) nebo chybí a jeho výživovou funkci pak přejímají masité dělohy.

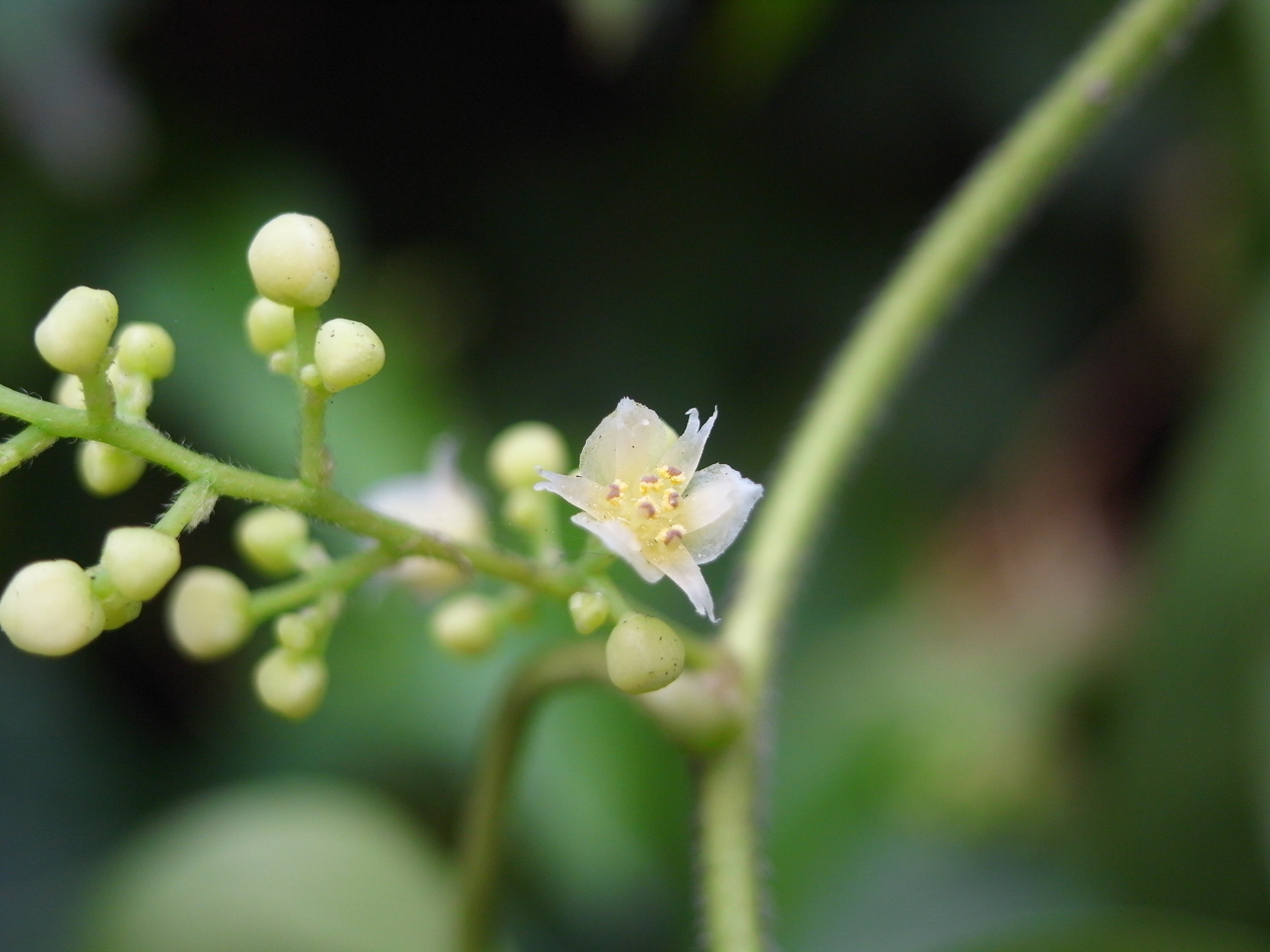
Detail květů Cocculus orbiculatus
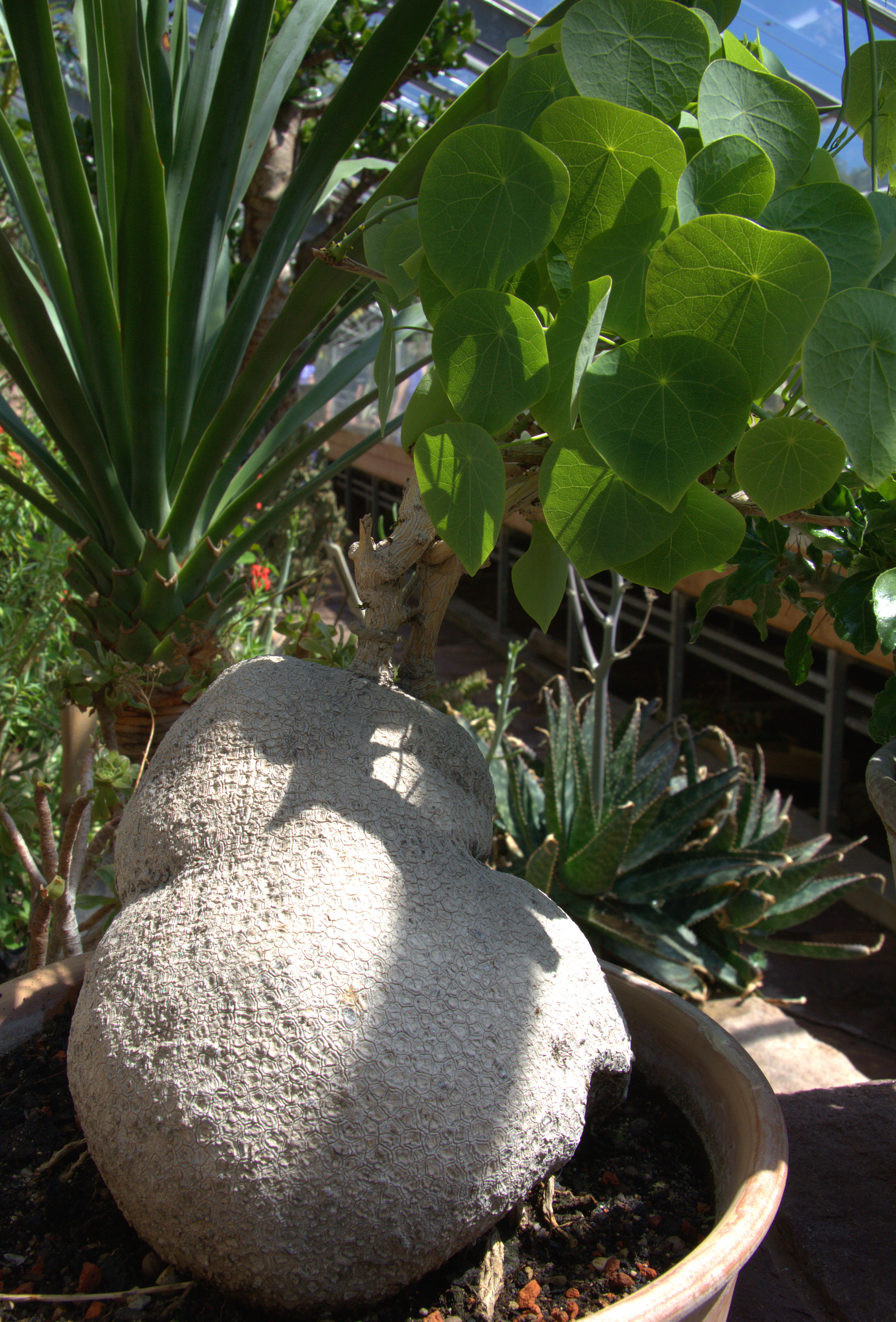
Stonková hlíza Stephania suberosa
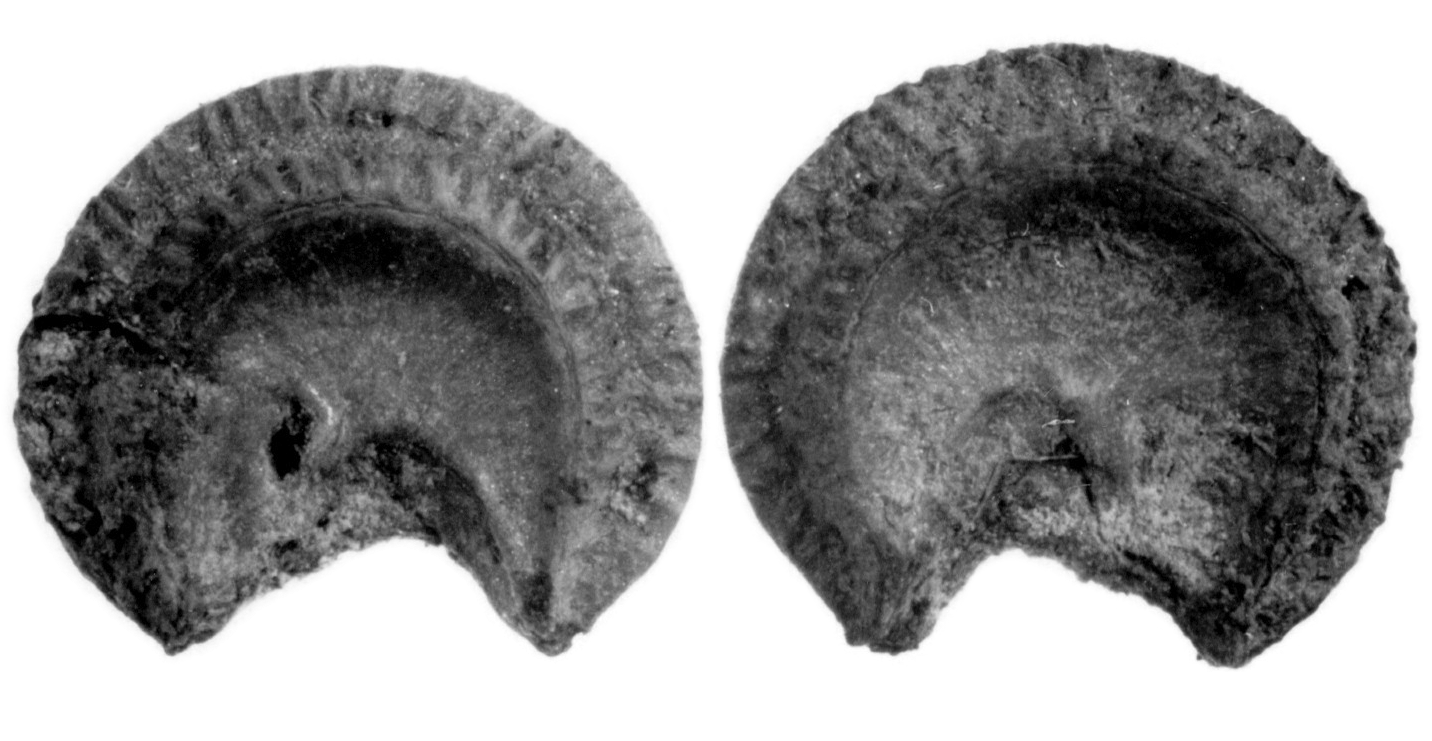
Semena lunoplodu kanadského (Menispermum canadense)
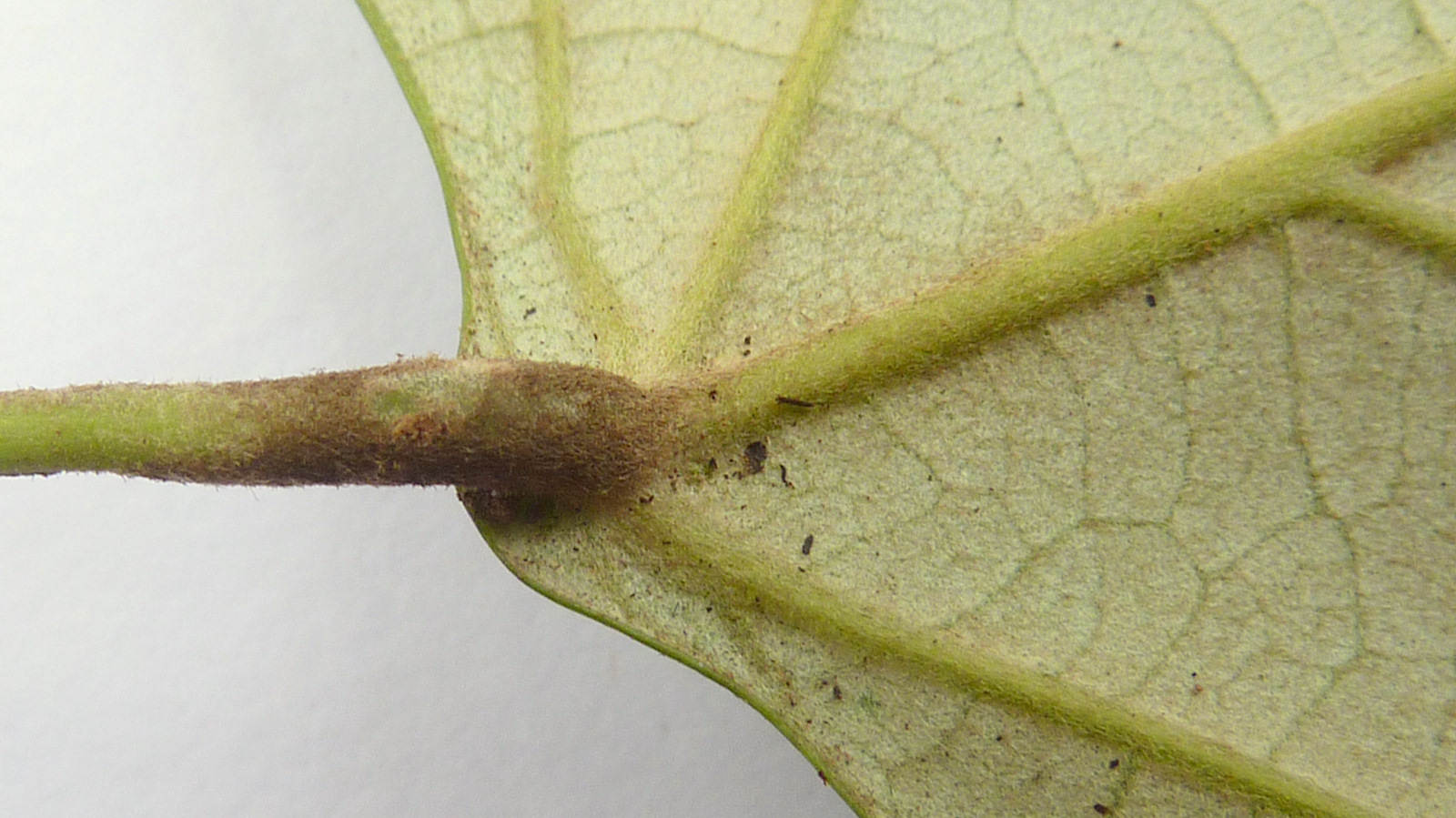
Detail pulvinu na vrcholu řapíku Chondrodendron microphyllum

## Rozšíření
Čeleď zahrnuje asi 350 druhů v 65 rodech. Je rozšířena v tropech celého světa, některé rody přesahují do subtropů a v Asii a Americe ojediněle (Menispermum, Cocculus, Calycocarpum) i do mírného pásu. Nejvíce druhů roste jako liány v tropických nížinných deštných lesích, kde vyhledávají zejména místa kde je souvislý zápoj korun narušen, např. na březích řek, mýtinách a okrajích lesů. Některé rody se přizpůsobily růstu v monzunových a pouštních oblastech. V Asii se vyskytuje dohromady asi 30 rodů, v Africe 30, v Americe 22 a v oblasti Austrálie a Tichomoří 10. V Evropě žádný zástupce lunoplodovitých neroste.

## Rozlišovací znaky
Většina lunoplodovitých jsou ovíjivé dřevnaté liány bez úponek, případně šplhavé keře. Listy jsou jednoduché, celokrajné, celistvé nebo dlanitě laločnaté, s více či méně dlanitou žilnatinou. Ve sterilním stavu je lze nejsnáze zaměnit s podražcovitými (Aristolochiaceae). Ty se liší zejména tím, že listy po opadu nezanechávají listovou jizvu, neboť chybí odlučovací vrstva. Pro mnoho lunoplodovitých je charakteristický pulvinus vyvinutý nejen na bázi ale i na vrcholu řapíku, což je v rámci tohoto typu lián ojedinělý znak. Podražcovité a smldincovité mají pulvinus pouze na bázi řapíku.

## Ekologické interakce
O opylování a šíření semen lunoplodovitých je toho známo málo. Drobné květy bývají velmi vonné a jsou pravděpodobně opylovány drobnými dvoukřídlými, blanokřídlými a v menší míře i brouky a motýly. Sladkou vůni vydávají i listy některých druhů (např. Cyclea barbata, Stephania japonica) a je možné, že také přispívá k lákání opylovačů. Semena rozšiřují zejména ptáci a savci. Plody Abuta grandifolia konzumují velcí ptáci, opice a hlodavci. Plody Cissampelos rozšiřují ptáci. V Asii plody některých druhů rozšiřují např. opice (orangutani, giboni a makakové), cibetky a ptáci (na Nové Guineji jsou to např. kasuáři).
U zástupců některých rodů, např. Tinospora, jsou na listech přítomna domatia v nichž žijí symbiotičtí bezobratlí.

## Taxonomie
Lunoplodovité jsou řazeny do řádu pryskyřníkotvaré (Ranunculales). Shodné znaky sdílejí zejména s čeleděmi dřišťálovité (Berberidaceae) a kokylovité (Lardizabalaceae), a to zejména drobné, trojčetné květy, tyčinky zpravidla po 6 a žlázovité korunní lístky produkující nektar. S Berberidaceae sdílejí navíc obsah benzylisochinolinových alkaloidů, s Lardizabalaceae převládající celkový habit (ovíjivé dřevnaté liány).
Jednotlivé rody a jejich zařazení do tribů jsou zpravidla vymezeny znaky na endokarpu a embryu a typem a přítomností endospermu, zatímco znaky na samčích květech jsou používány výjimečně.
Diels v roce 1910 rozdělil rody čeledi Menispermaceae do celkem 8 tribů: Anomospermeae, Coscinieae, Fibraureae, Hyperbaeneae, Menispermeae, Peniantheae, Tiliacoreae a Tinosporeae. V molekulární studii z roku 2007 byl potvrzen monofyletismus tribů Coscinieae, Hyperbaeneae, Tiliacoreae a Anomospermeae, zatímco triby Fibraureae a Peniantheae by měly být vřazeny do tribu Tinosporeae, aby byl monofyletický. Také tribus Menispermeae byl shledán polyfyletickým.

## Historie
Nejstarší fosilie plodů rostlin řazených k čeledi Menispermaceae pocházejí z eocénu. Listy se dochovaly ze starší křídy až oligocénu.

## Obsahové látky
Pro zástupce lunoplodovitých je charakteristický obsah různých isochinolinových alkaloidů odvozených od fenylalaninu a tyrosinu, které jsou často velmi toxické. Nejběžnější typy jsou zejména amorfiny, bisbenzylchinoliny a protoberberiny. Účinné alkaloidy z rostlin využívaných v lékařství jsou zejména kurarin a tubokurarin (Chondrodendron tomentosum), hyatin (Cissampelos pareira), cyklopeptidové alkaloidy (Cocculus hirsutus), palmatin (Jateorhiza palmata), berberin (Coscinium fenestratum, Tinospora cordifolia), jateorhizin (Jateorhiza palmata, Coscinium fenestratum), tetrandrin (Cyclea arnotii, Stephania tetrandra), trilobin a isotrilobin (Cocculus trilobus), palmatin, stefarin, cycleanin, hyndarin (Stephania glabra), magnoflorin (Stephania hernandiifolia, Tinospora malabarica), aknadin, aknadinin, hernandifolin, (Stephania hernandiifolia), tiliacorin, tiliarin, tiliakorinin, nor-tiliakorininy, korin, tiliacin, mohinin (Tiliacora acuminata). Velmi jedovaté mohou být také glykosidy. Chebule korková obsahuje seskviterpenoidní glykosid pikrotoxin. Smrtelná dávka pro člověka jsou 2 až 3 plody.
Z dalších účinných látek jsou přítomny hořčiny, např. kolumbin, chasmanthin, palmarin, tinosporon, kyselina tinosporová, tinosporol (Tinospora cordifolia), pikrotein, glykosid furanoditerpenu, tinokrisposid (Tinospora crispa).

Strukturní vzorec tubokurarinu
Berberin
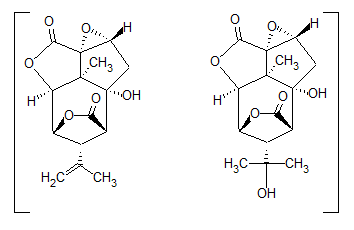
Pikrotoxin

## Zástupci
- abuta (Abuta)
- chebule (Anamirta)
- chondrodendron (Chondrodendron)
- jahodníček (Cocculus)
- kurarovka (Curarea)
- lunoplod (Menispermum)
- povízelka (Cissampelos)
- stefánie (Stephania)
- tinospora (Tinospora)[8]

## Význam
Lunoplodovité jsou významné zejména jako zdroj účinných alkaloidů. Některé silně toxické druhy používali domorodci v Americe, Asii i Africe k lovu zvěře. Odvar z kůry a listů slouží k výrobě šípových jedů (např. kurare), drcené rostliny jsou využívány k rybolovu. V tropické Americe je kurare zhotovováno zejména z druhu Chondrodendron tomentosum a Curarea toxicofera. Tubokurarin získávaný z Chondrodendron tomentosum je používán při chirurgických zákrocích k umrtvení a relaxaci svalů. Velmi účinným paralyzérem svalstva je také hyatin z druhu Cissampelos pareira. Pikrotoxin získávaný z chebule korkové slouží jako protijed při otravách barbituráty. Sušený kořen Jateorhiza palmata a stonek Tinospora cordifolia slouží k podpoře chuti k jídlu a trávení. Kůra druhu Cissampelos pareira sloužila k léčení onemocnění močového traktu a byla v minulosti ve velkém vyvážena z Brazílie. Z druhu Stephania cepharantha, rostoucího v Číně a na Tchaj-wanu, je získáván cefarantin. Tato látka byla rozsáhle studována v souvislosti s apoptózou (plánovanou buněčnou smrtí), plicní rakovinou a inhibicí replikace viru HIV.
Mnohé druhy lunoplodovitých jsou využívány v domorodé medicíně, zejména ke snižování horečky, při žaludečních potížích a k podpoře chuti k jídlu, k ošetřování hadího kousnutí a kožních nemocí, k tišení bolestí. V Tichomoří je medicínsky využíváno na 40 druhů z této čeledi.
Chebule korková je v indické medicíně ceněna při léčbě kožních chorob a je též používána jako insekticid, k hubení vší a podobně. Mezi druhy využívané v řadě asijských zemí náleží Tinospora crispa, která je v Indii a na Filipínách též komerčně pěstována. V Indii jsou dále při léčení různých neduhů používány druhy Cissampelos pareira, Chondrodendron tomentosum, Cocculus hirsutus, Pericampylus glaucus, Coscinium fenestratum, Jateorhiza palmata, Cyclea arnotii, Stephania glabra, Stephania hernandiifolia, Tinospora cordifolia, Tinospora malabarica a Tiliacora acuminata, v Koreji Sinomenium acutum, v Indonésii Arcangelisia flava a Tinospora crispa, v Laosu Coscinium usitatum a Stephania glabra, ve Vietnamu Coscinium fenestratum, na Srí Lance Coscinium fenestratum, Tinospora cordifolia a Cissampelos pareira, v Číně Cocculus trilobus, Menispermum dauricum, Sinomenium acutum, na Filipínách Arcangelisia flava. Kořeny Stephania cepharantha jsou na Tchaj-wanu používány při epilepsii.
V medicíně Latinské Ameriky jsou používány např. druhy Abuta grandifolia, Chondrodendron tomentosum a Cissampelos pareira, v Severní Americe lunoplod Menispermum canadense.
Některé druhy jsou využívány jako zdroj žlutého barviva. V Thajsku je používán druh Tiliacora triandra ke kořenění jídla. Některé nemnohé druhy, např. Limacia oblonga a Albertisia papuana, mají jedlé plody. Stonky druhů Pericampylus glaucus a Sinomenium acutum jsou v čínském Sečuánu používány podobně jako ratan. Z míšku plodů afrického druhu Dioscoreophyllum cumminsii je získáváno sladidlo, které je 1500-3000x sladivější než sacharóza.
S některými druhy lunoplodovitých se lze setkat v českých botanických zahradách. Je to zejména Menispermum dauricum, M. canadense a Cocculus trilobus.

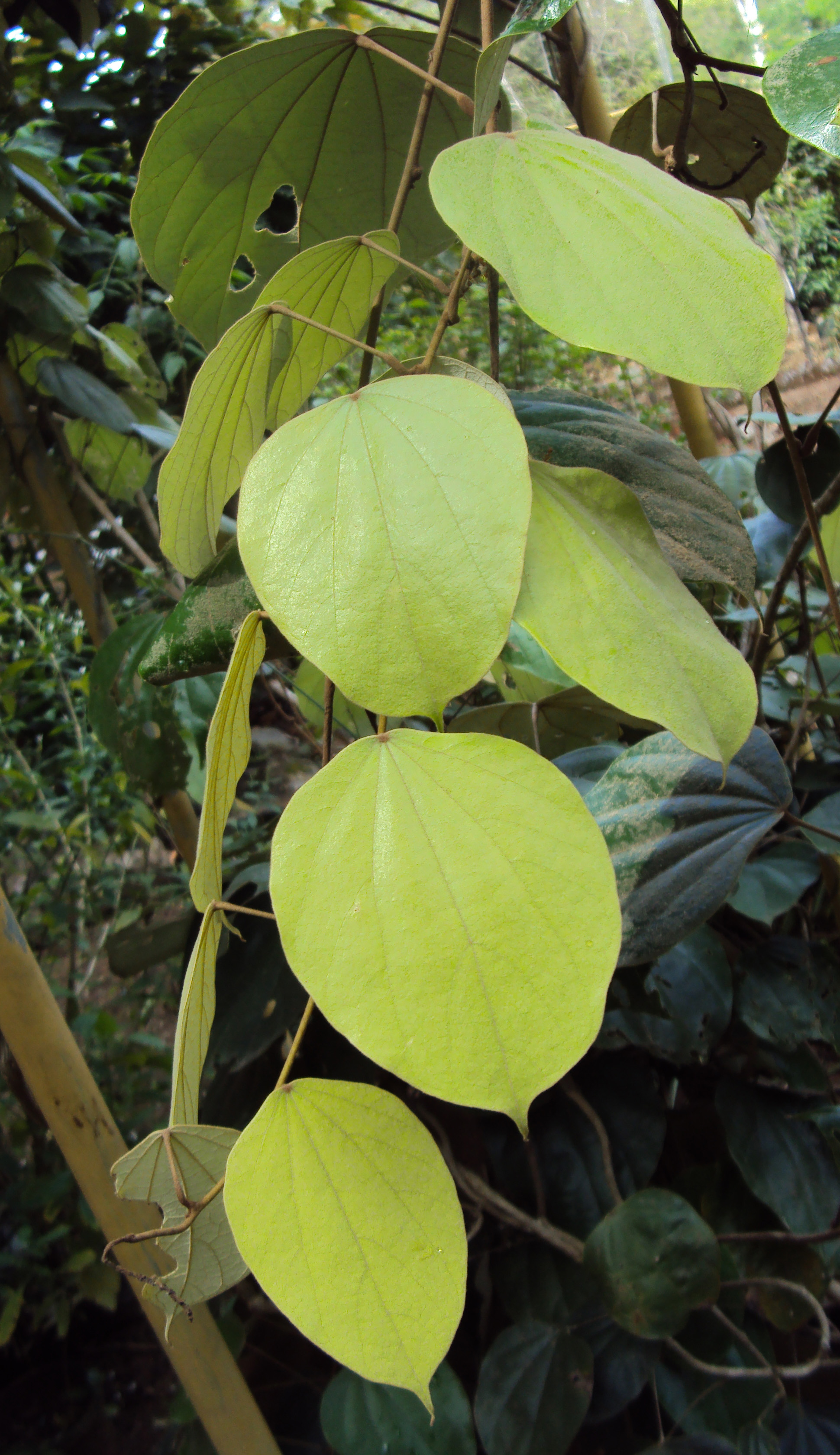
Coscinium fenestratum
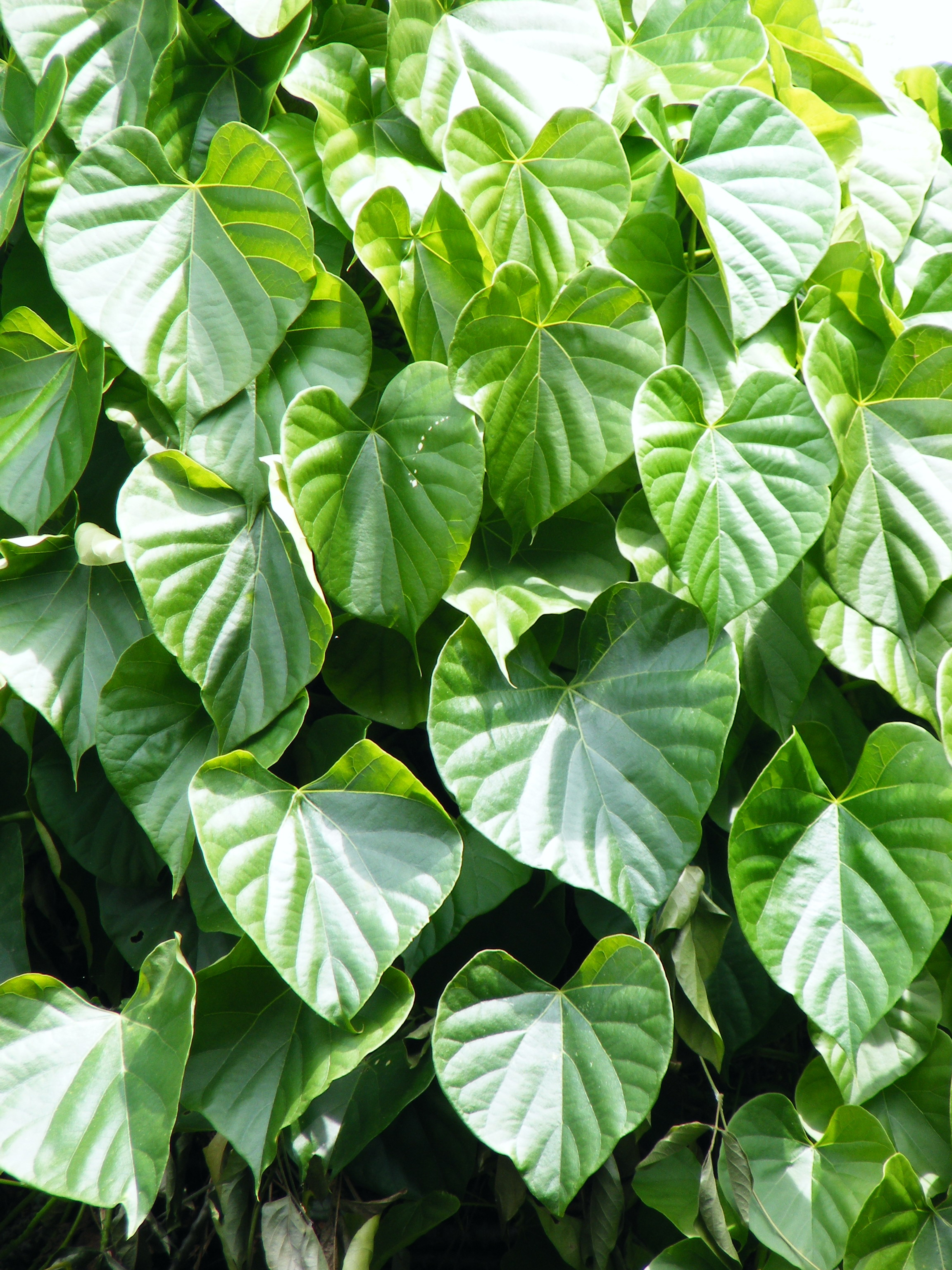
Tinospora cordifolia

## Přehled rodů
Abuta,
Albertisia,
Anamirta,
Anisocycla,
Anomospermum,
Antizoma,
Arcangelisia,
Aspidocarya,
Beirnaertia,
Borismene,
Burasaia,
Calycocarpum,
Carronia,
Caryomene,
Chasmanthera,
Chlaenandra,
Chondrodendron,
Cissampelos,
Cocculus,
Coscinium,
Curarea,
Cyclea,
Dialytheca,
Dioscoreophyllum,
Diploclisia,
Disciphania,
Echinostephia,
Elephantomene,
Eleutharrhena,
Fibraurea,
Haematocarpus,
Hyperbaena,
Hypserpa,
Jateorhiza,
Kolobopetalum,
Legnephora,
Leptoterantha,
Limacia,
Limaciopsis,
Macrococculus,
Menispermum,
Odontocarya,
Orthogynium,
Orthomene,
Pachygone,
Parabaena,
Parapachygone,
Penianthus,
Pericampylus,
Perichasma,
Platytinospora,
Pleogyne,
Pycnarrhena,
Rhaptonema,
Rhigiocarya,
Sarcolophium,
Sarcopetalum,
Sciadotenia,
Sinomenium,
Sphenocentrum,
Spirospermum,
Stephania,
Strychnopsis,
Synclisia,
Syntriandrium,
Syrrheonema (včetně Zenkerophytum)
Telitoxicum,
Tiliacora,
Tinomiscium,
Tinospora,
Triclisia,
Ungulipetalum